# 大埔站 (廣東省)
大埔站，位于中华人民共和国广东省梅州市大埔县三河镇，是漳龙铁路（梅坎铁路）上的火车站，建于1999年，由广州铁路集团管辖。

## 歷史
- 建于1999年。

## 外部連結
- 中国铁路客户服务中心（页面存档备份，存于）